# Texingtal
Texingtal osztrák község Alsó-Ausztria Melki járásában. 2025 januárjában 1669 lakosa volt. 

## Elhelyezkedése

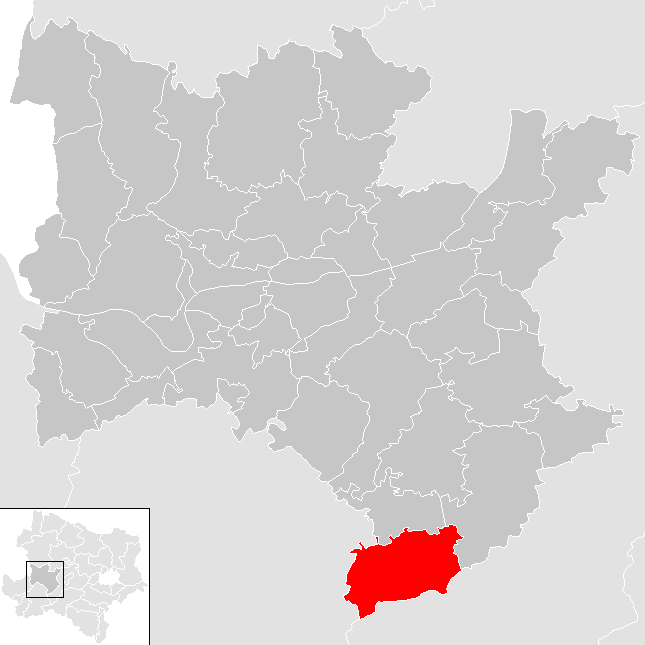
Texingtal a Melki járásban

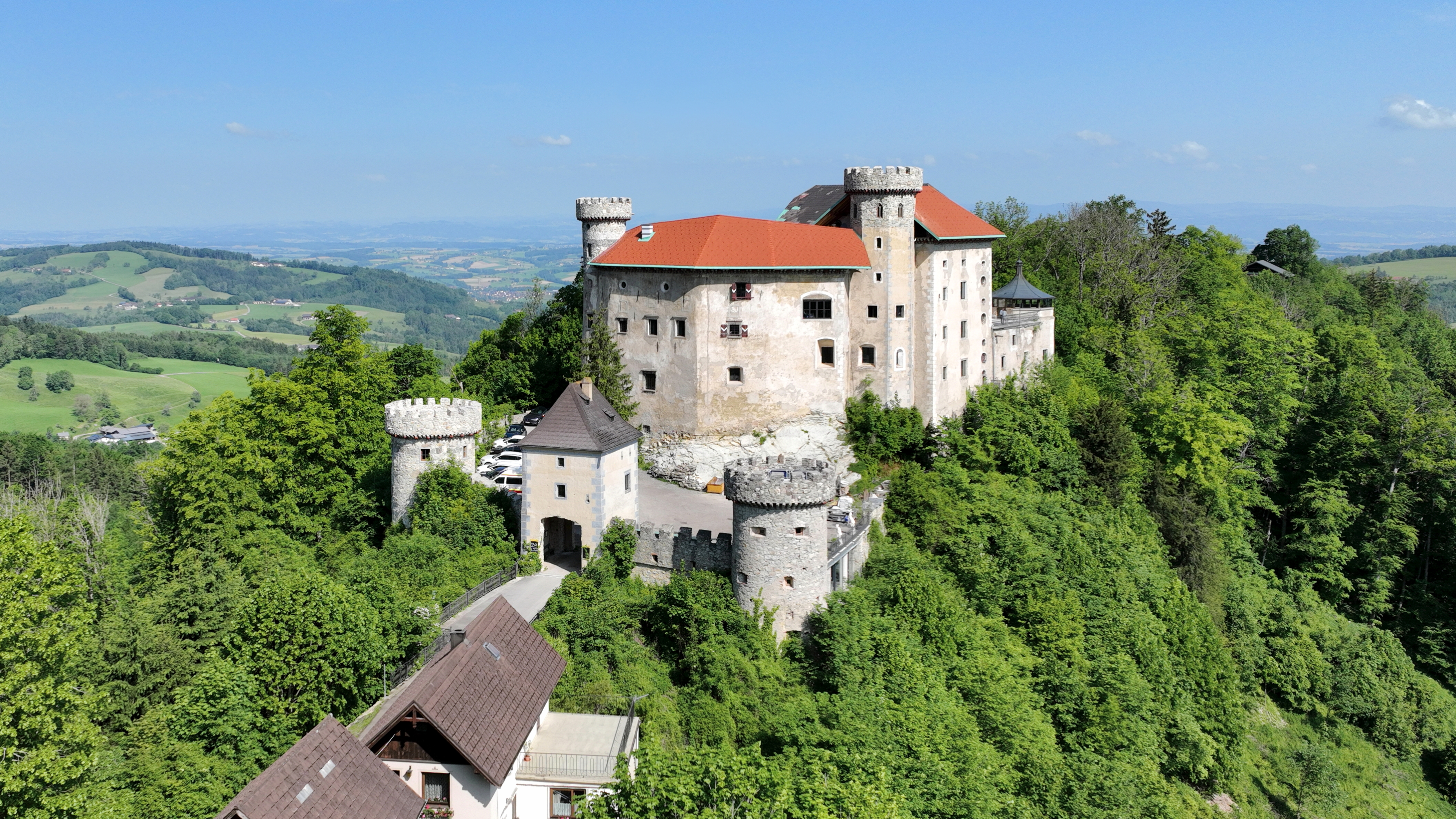
Plankenstein vára

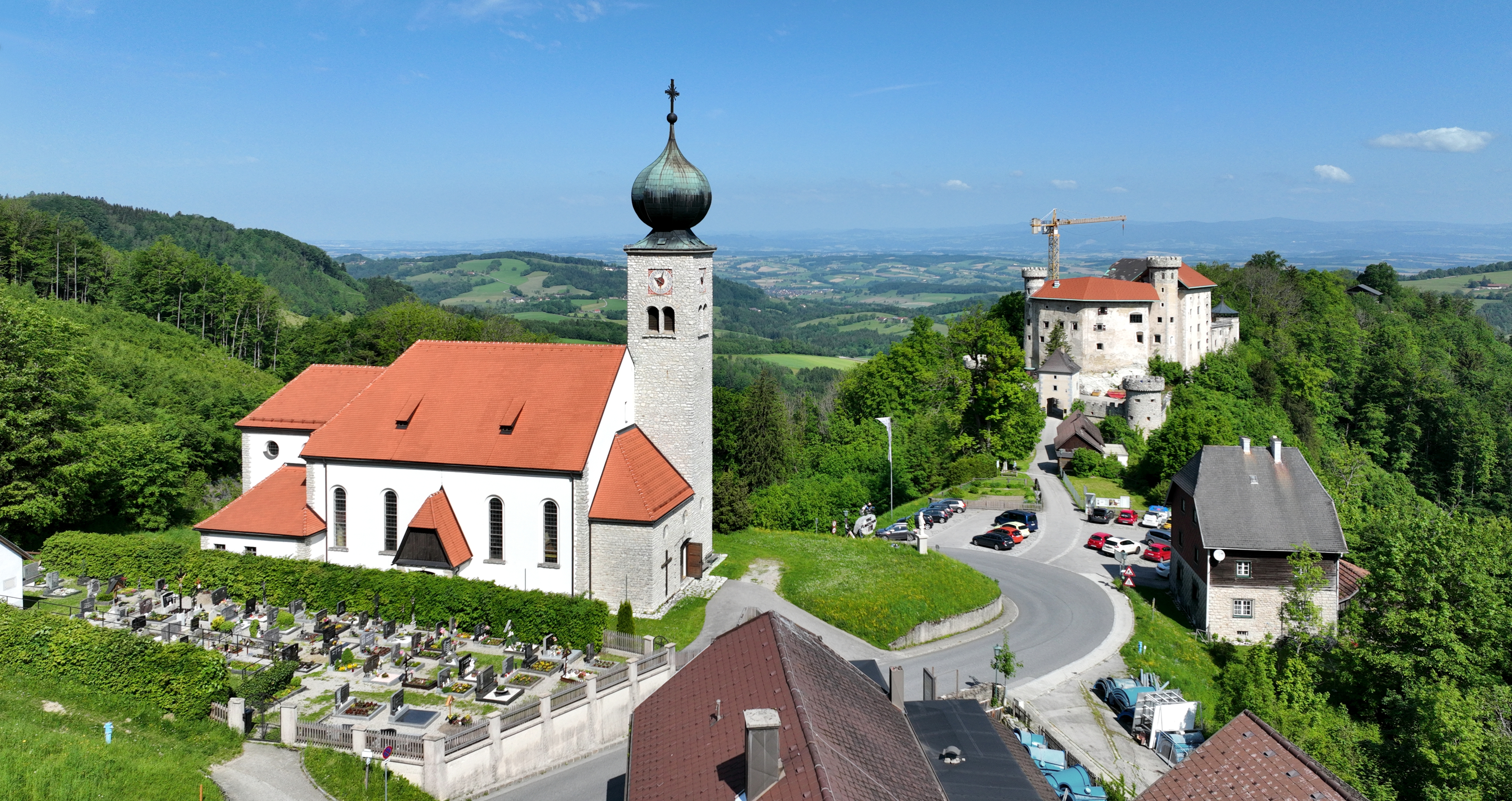
A plankensteini Havas Szűz Mária-templom és a vár

Texingtal a tartomány Mostviertel régiójában fekszik a Mank és a Texingbach folyók találkozásánál. Területének 39,2%-a erdő, 55,9% áll mezőgazdasági művelés alatt. Az önkormányzat 22 települést egyesít: Altendorf (168 lakos 2025-ben), Bach (50), Fischbach (33), Großmaierhof (70), Haberleiten (51), Hinterberg (46), Hinterholz (23), Hinterleiten (18), Kleinmaierhof (48), Mühlgraben (49), Panholz (20), Plankenstein (73), Reinöd (88), Rosenbichl (42), Sankt Gotthard (144), Schwaighof (165), Sonnleithen (17), Steingrub (165), Straß bei Texing (33), Texing (398), Walzberg (2) és Weißenbach (65). 
A környező önkormányzatok: északra Kirnberg an der Mank, keletre Kilb, délkeletre Kirchberg an der Pielach, délre Frankenfels, nyugatra Sankt Georgen an der Leys, északnyugatra Oberndorf an der Melk.

## Története
Texinget a 11. század végén említik először. Várát (mára teljesen elpusztult, csak a helye ismert) a Tessingen nemzetség építette, róluk kapta a falu a nevét. Plankenstein várát a 12. században alapították és a Plankenstein család tulajdona volt, akik a 15. században nagy befolyásra tettek szert a környéken, de a 16. században kihaltak és birtokukat több tulajdonosváltás után 1713-ban a Tinti család szerezte meg. Bécs 1683-as ostromakor a törökök idáig eljutottak, elpusztították a falut és a templomot, a várat pedig három hétig eredménytelenül ostromolták.   
A második világháború után a várat a szovjet hadsereg katonák elszállásolására használta. Ezután pusztulásnak indult, mígnem 1976-ban Peter Trimbacher építész megvásárolta és helyreállította. 
Az önkormányzat mai formájában 1972-ben jött létre Texing, Plankenstein és Sankt Gotthard községek egyesülésével és Kilb egy részének csatlakozásával. Címerét 1974-ben kapta.

## Lakosság
A texingtali önkormányzat területén 2025 januárjában 1669 fő élt. Lakosságszáma 1961 óta gyarapodó tendenciát mutat. 2023-ban az ittlakók 95,5%-a volt osztrák állampolgár; a külföldiek közül 0,8% a régi (2004 előtti), 1,3% az új EU-tagállamokból érkezett. 0,7% a volt Jugoszlávia (Horvátország és Szlovénia kivételével) vagy Törökország; 1,8% egyéb ország polgára volt. 2001-ben a lakosok 95,1%-a római katolikusnak, 1,3% evangélikusnak, 0,3% ortodoxnak, 0,5% mohamedánnak, 1,6% pedig felekezeten kívülinek vallotta magát. Ugyanekkor a legnagyobb nemzetiségi csoportokat a német anyanyelvűeken (98,1%) kívül a magyarok és a szerbek alkották 2-2 fővel.  
A népesség változása:

| 2016 | 1 612 |
| 2018 | 1 615 |

## Látnivalók
- Plankenstein vára

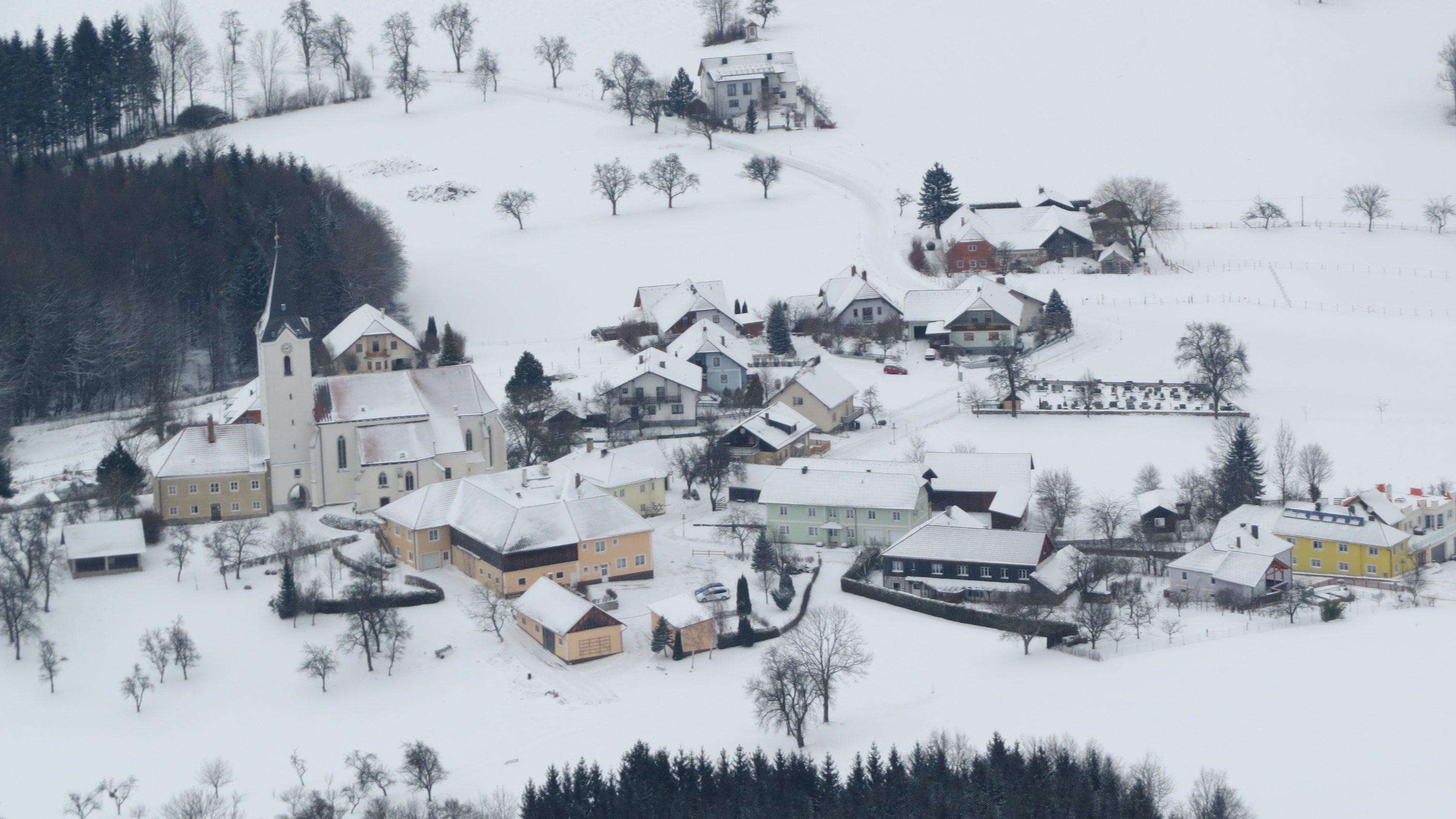
St. Gotthard és temploma

- a plankensteini Havas Szűz Mária plébánia- és kegytemplom
- a St. Gotthard-i Szt. Gotthard-plébániatemplom
- a texingi Szt. Bertalan-plébániatemplom
- az 1647-es Schwabeck-kereszt
- a Dollfuß-múzeum
- a freinbergi barlang

## Híres texingtaliak
- Engelbert Dollfuß (1892–1934), politikus, kancellár
- Gerhard Karner (1967-), politikus, belügyminiszter